# Qinghai
Pour les articles homonymes, voir Qinghai (homonymie).

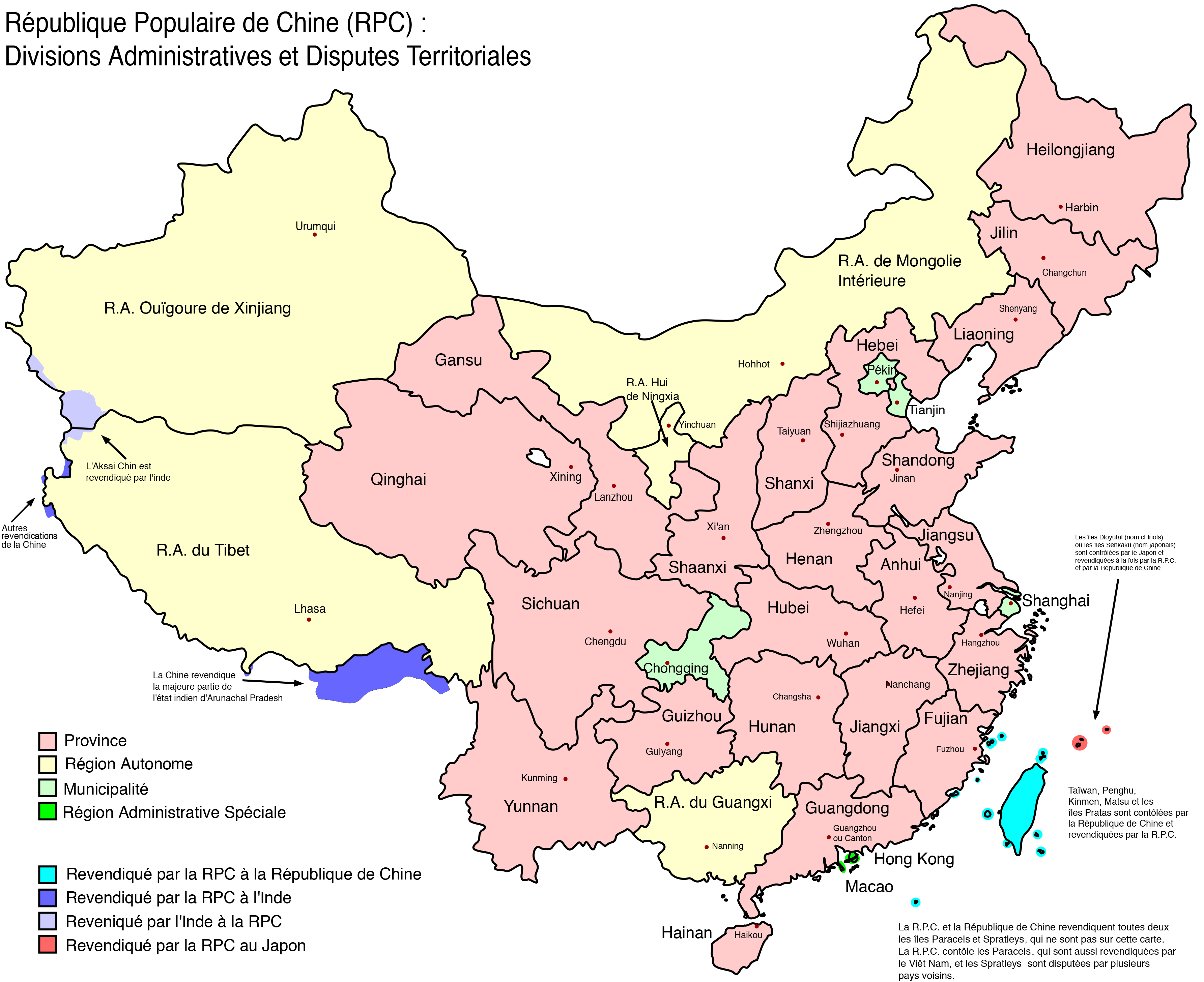
Divisions administratives et disputes territoriales de la république populaire de Chine.

Le Qinghai (chinois : 青海 ; pinyin : Qīnghǎi ; litt. « mer bleue/verte » [tɕʰiŋ.xaɪ]) est une province du Nord-Ouest de la Chine. Elle tire son nom du lac Qinghai, le plus grand lac salé du pays. Elle recouvre la plus grande partie de l'ancienne province tibétaine de l'Amdo et, au sud, le Nord du Kham.
Le Qinghai est bordé au nord-est par le Gansu, au nord-ouest par le Xinjiang, au sud-est par le Sichuan et au sud-ouest par la région autonome du Tibet. Situé au nord-est du plateau tibétain, sa superficie est de 721 000 km2. Il compte 5 600 000 habitants et a pour capitale Xining (chinois simplifié : 西宁 ; pinyin : xīníng). La province est le creuset d'un grand nombre de groupes ethniques dont les Hans, les Tibétains, les Hui, les Tu, les Mongols et les Salar.
Le Qinghai est également connu sous les noms mongol de Kokonor, et tibétain de Tso-ngön, provenant aussi du nom du lac qui a donné son nom à la province.
Certaines cartes occidentales montrent que la région porte déjà le nom « Qinghai » sous la dynastie Qing.
La région est devenue officiellement une province chinoise en 1928, à l’époque de la république de Chine, statut qui fut confirmé en 1949 lors de la fondation de la république populaire de Chine.

## Histoire
Les premiers habitants connus sont le peuple tibétain Qiang (羌), aujourd'hui minoritaires au Tibet et au Qinghai, et plutôt présents dans la province du Sichuan.

### Tuyuhun et Seize Royaumes
Le royaume Tuyuhun (329 – 663) couvre une grande partie de l'ouest et du sud de l'actuelle région de Qinghai. Les membres de l'ethnie Tu (土族 ou Monguor) sont vraisemblablement les descendants de ce royaume. La partie nord-est, pendant la période des Seize Royaumes, est sur le territoire Han du Liang antérieur (320 - 376). À partir de 376, celui-ci se soumet à l'État du Qin antérieur, qui le contrôlera jusqu'à 394.
En 635, la dynastie Tang prend le pouvoir sur Tuyuhun.

### Empire du Tibet
En 663, le roi du Tibet et fondateur de l'Empire du Tibet, Songtsen Gampo (663–672), envahit Tuyuhun et renverse le pouvoir. Il envahit également la région au nord du lac de Qinghai et prend ainsi le pouvoir sur la majeure partie de l'actuelle province de Qinghai qu'il intègre à son empire.

### Empire Tangout et Dynastie Song

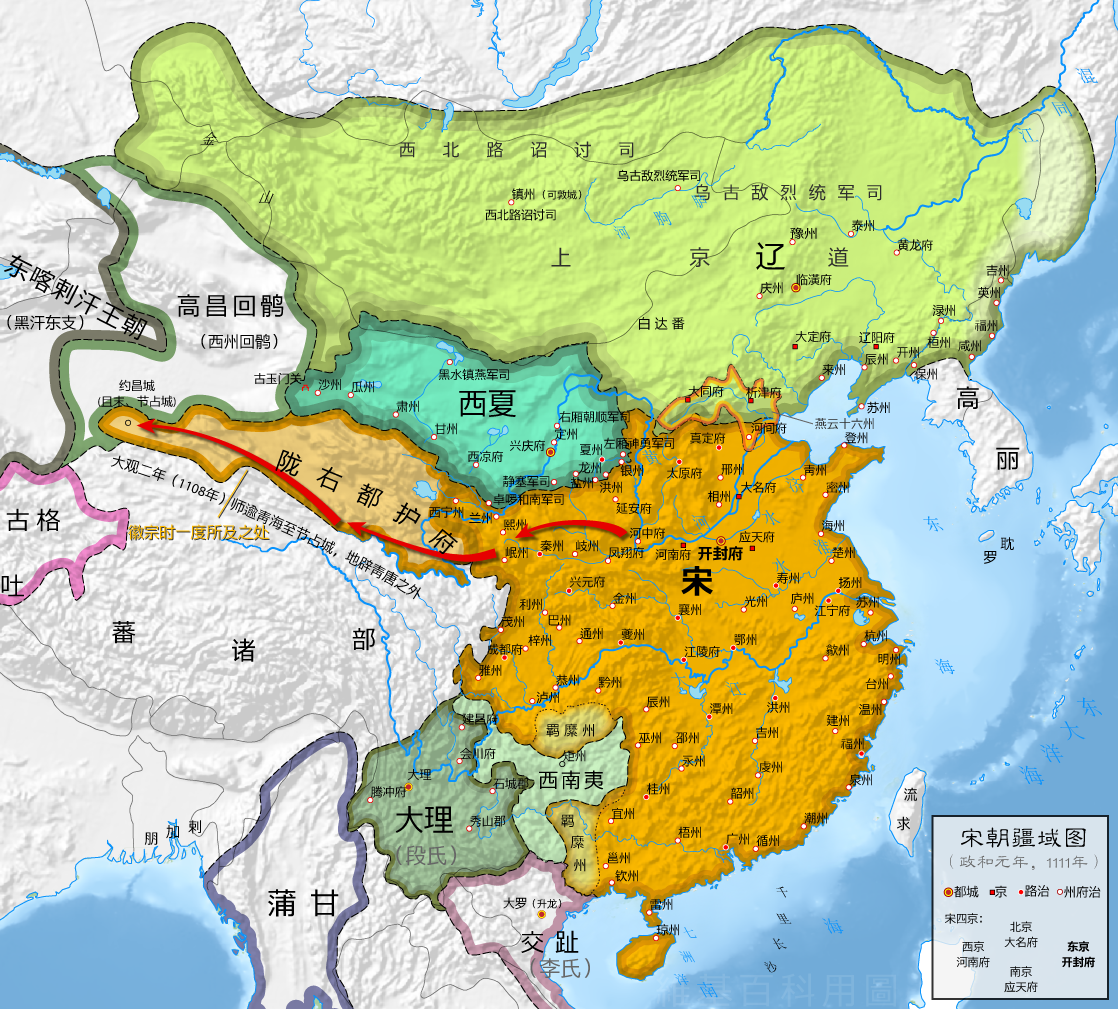
En 1111
Vert clair, Dynastie Liao (Toungouses)
Vert émeraude, Empire Tangout
orange, expansion de la Dynastie Song (Hans) (陇右都护府)

Du XIe au XIIIe siècle, le nord-est de la province de Qinghai fait partie de l'Empire tangout (ou Dynastie des Xia occidentaux, 1032 – 1227), dont la majeure partie est située sur les actuelles Gansu, Shaanxi et Ningxia. La majeure partie sud-ouest est contrôlée par la dynastie Song, sous le nom de gouvernement de Longyou (陇右都护府, lǒngyòu dūhù fǔ.

### Empire mongol
Le prince Mongol Köden contrôle la région que les Mongols appellent Kokonor en 1239,. Elle fait partie de l'empire contrôlé par la dynastie Yuan (1234/1279 – 1368), fondée par Kubilai Khan.

### Dynastie Ming

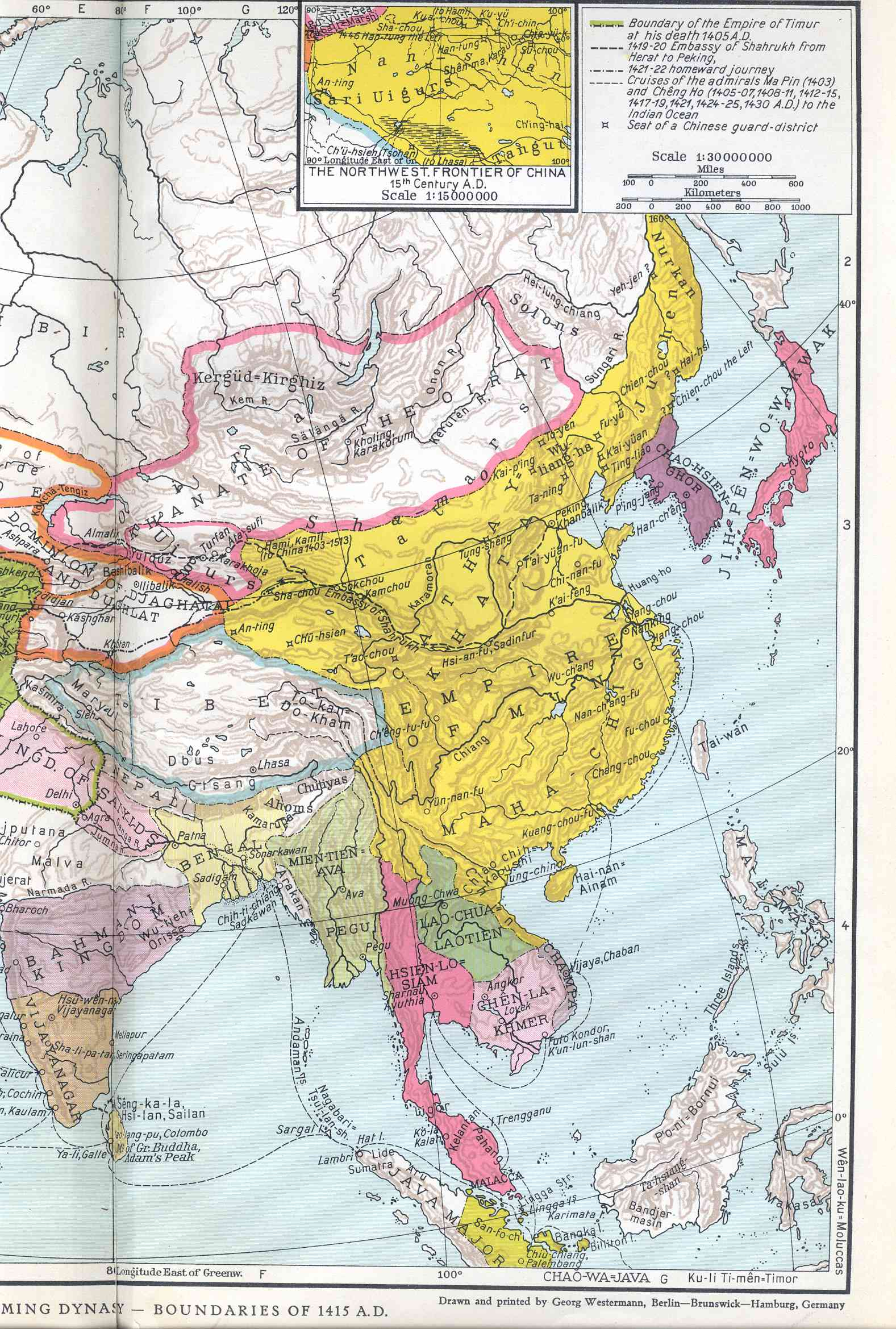
L'empire Ming sans ses États vassalisés sous l'empereur Yongle. Selon la carte, Les 2/3 Nord du Qinghai actuel, comprenant le lac Qinghai et la source du fleuve Jaune (Kunlun), est intégrée à l'Empire chinois, tandis qu'une petite partie au Sud est intégrée au Dokham du Tibet.

Du XIVe au XVIIe siècle, une partie de cette région est directement contrôlée par la dynastie Ming, alors qu'une autre partie est incluse dans le Tibet
En 1371, la dynastie Ming transforme le Xining Zhou en Xining Wei, puis installe quatre Weis (défenses) de plus, connus comme étant les 4 Weis de Saiwai. C'est un territoire délimité au sud par Golmud (Gelimu en pinyin), au nord par les Monts Qilian, l'ouest y compris le Bassin de Chaidamu (équivalent la province Qinghai actuelle). En 1488, les Ming renforcent la garnison à Xining, contrôlent les tribus mongoles et tibétaines ; Xining administre les quatre Weis à partir de cette année-là.

#### Khanat qoshot

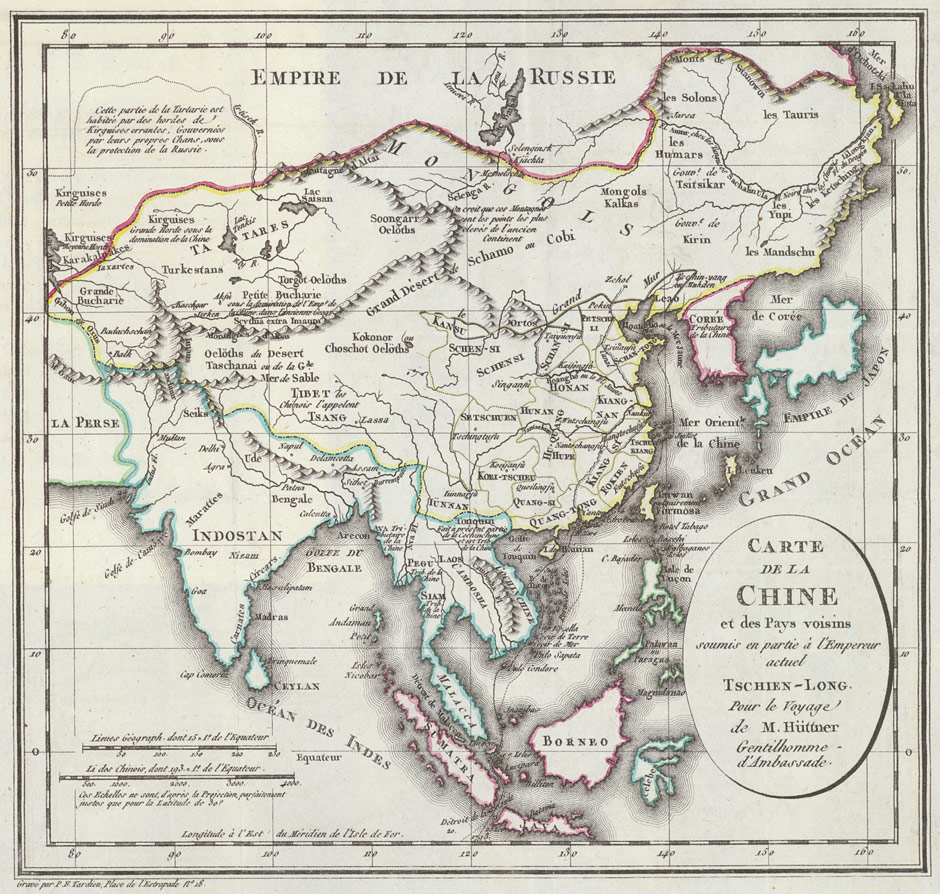
Carte représentant le Khanat Qoshot Oïrat (inscrit Kokonor Choschot Oelöths) en 1798, par Johann Christian Hüttner pour l'ambassade britannique.

Au début du XVIe siècle, la bannière mongole des Qoshots, exerce sa souveraineté sur la région du Qinghai, sous le Khanat qoshot, pendant 70 ans environ,,. Güshi Khan, khan de cette tribu, renverse le pouvoir des bonnets rouges et bön et établit Lobsang Gyatso de l'école Sakya, 5e dalaï-lama, comme chef temporel du Tibet en 1642 sous protectorat Qoshot. En échange, le dalaï-lama reconnait Güshi Khan comme roi du Tibet.

### Dynastie Qing
En 1700 en France, la province est décrite, dans une carte de Guillaume Deslile et de l'Académie royale des sciences, comme faisant partie du « Royaume de Tanyu Canpion », séparé du Tibet, mais tous deux intégrés à la Tartarie occidentale, elle-même, partie de la Tartarie chinoise, le lac bleu (ou mer bleue) est alors traduit en « Mer noire ».
En 1723, le chef des Mongols Qoshot Lobjang Danjin (罗布藏丹津) se révolte, le pouvoir des Qing nomme Nian Gengyao, alors gouverneur des provinces du Sichuan et Shaanxi, et Yue Zhongqi, alors commandant d'armée de la province du Sichuan, comme commandants d'une expédition punitive. En 1724, la région de Qinghai est pacifiée. Quatre ans plus tard, en 1726, la dynastie Qing décide d'installer deux ambans en Ü-Tsang (Tibet, Tsang-藏),,.
Pendant la Révolte des Dounganes (1895–1896), née des affrontements entre deux confréries soufis appartenant à la tariqa Naqshbandiyya, différents groupes ethniques musulmans des provinces de Qinghai et Gansu se rebellent contre la dynastie Qing. Les wahhabi ont inspiré l'organisation Yihewani puis l'ont rejointe et organisé la révolte, qui est écrasée par les musulmans loyalistes.

### République de Chine

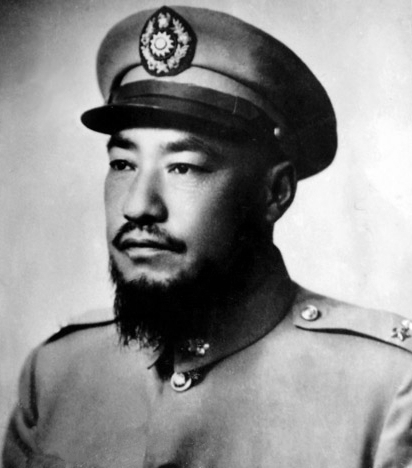
Ma Bufang.

En 1913, les Britanniques convoquent une Conférence à Simla, en Inde, pour discuter du statut du Tibet. Y assistent les représentants de la Grande-Bretagne, de la Chine, et du Tibet. Elle s'ouvre le 6 octobre 1913 sous l'égide de Henry McMahon dans le contexte de l'empire colonial britannique. Les Tibétains aspiraient à voir reconnues leur indépendance et l'intégrité de leur territoire, tandis que les Chinois voulaient intégrer à leur territoire les zones tibétaines orientales du Kham conquises par les troupes du général Zhao Erfeng en 1908. Henry Mac-Mahon propose, le 11 mars 1914, un accord, la Convention de Simla, définissant la frontière entre l'Inde et le Tibet par la ligne McMahon et divisant le Tibet en « Tibet extérieur » sous l'administration du gouvernement du dalaï-lama et « Tibet Intérieur » où Lhassa aura l'autorité spirituelle uniquement. L'Amdo fait partie du « Tibet intérieur ». Les deux secteurs seraient considérés comme étant sous la « suzeraineté » de la Chine et non plus sa « souveraineté »,. Les trois représentants paraphent l'accord le 27 avril 1914 mais le gouvernement du Guomindang rejette immédiatement le paraphe de son délégué, ce qui invalide l'accord. 
La ligne Mac-Mahon est acceptée par le 13e dalaï-lama comme elle l'est par le 14e dalaï-lama, et présentée comme frontière sud du Tibet sur les cartes publiées par l'actuelle Administration centrale tibétaine en exil à Dharamsala.
Malgré la contestation des frontières orientales du Tibet entre Lhassa et la république de Chine ainsi que les autres divergences d'opinions, il n'existe pas de désaccord sur le point de la souveraineté chinoise en Amdo.
Entre 1911 et 1949, les seigneurs de la guerre Ma, musulmans Hui originaires de la province du Gansu, auparavant fidèles à la cour Qing pour la direction de cette région, administrent la province du Qinghai, ainsi que le Gansu et le Ningxia pour le compte de la république de Chine. Ma Bufang dirige le Qinghai, depuis sa résidence de Xining, devenue aujourd'hui musée (Résidence Qinghai-Xining de Ma Bufang, 青海西宁马步芳公馆). Ma Qi et Ma Bufang répriment les rébellions goloks (1917-1949).
En 1928, le seigneur de guerre Ma Bufang se saisit de la partie nord-est de l'Amdo, région où vit une importante population chinoise. La région devient officiellement province chinoise en 1933, après la guerre Tibet-Qinghai. À l'époque de la République de Chine, la province de Qinghai n'est pas contrôlée par Lhassa.
Ce statut sera confirmé en 1949, à la fondation de la république populaire de Chine.

### République populaire de Chine

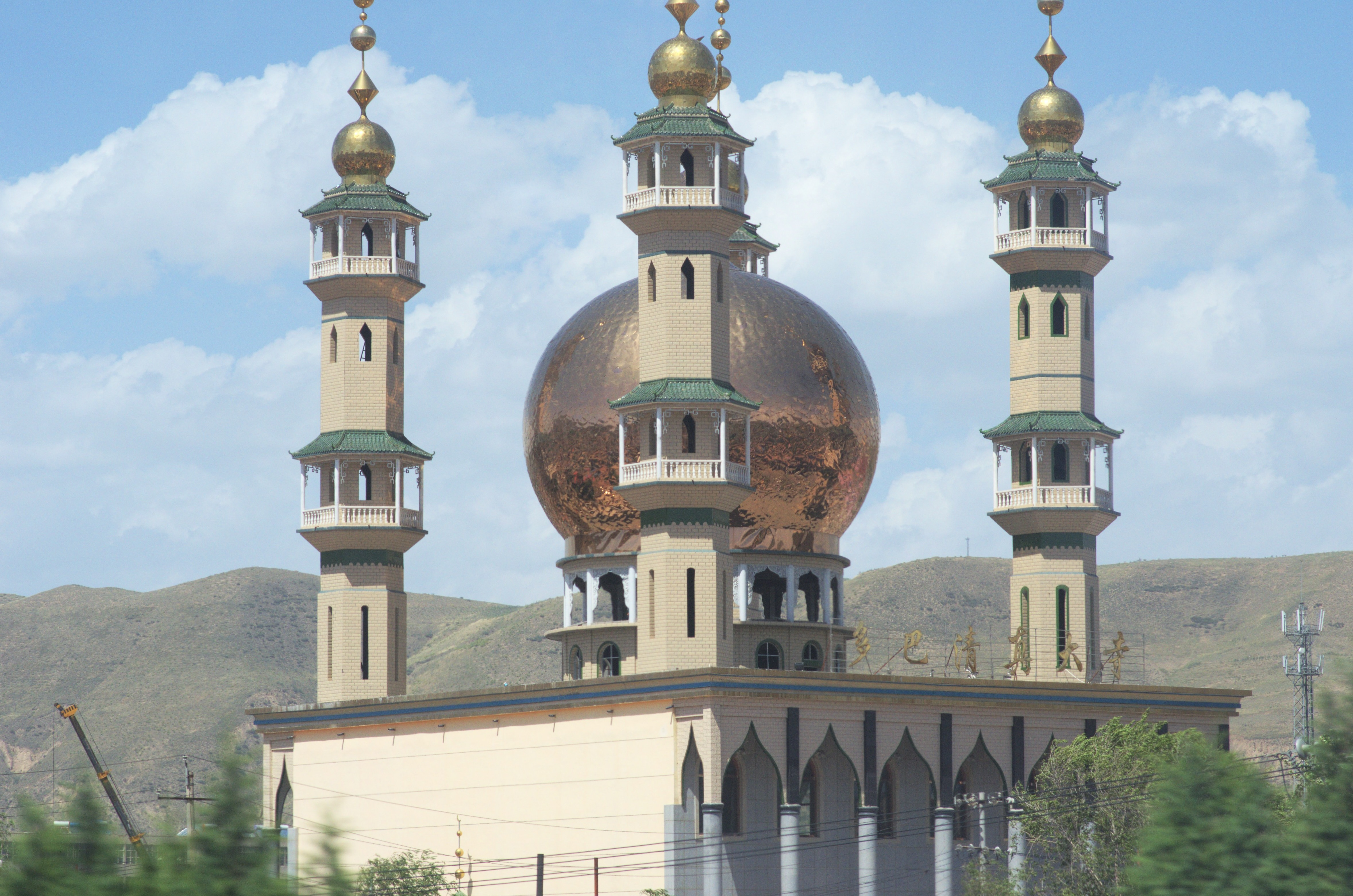
Grande mosquée du bourg de Duoba.

Selon Patrick French, le dernier découpage administratif de septembre 1965 a vu la totalité de l'Amdo annexée aux provinces voisines du Qinghai et du Gansu, tandis qu'une partie importante du Kham était incorporée au Sichuan et au Yunnan. La partie restante du Tibet, composée de l'Ü-Tsang et d'une petite portion du Kham, a été dénommée par les autorités chinoises Xizang Zizhiqu (西藏自治区) « Région autonome du Tibet ». Ses limites coïncident à peu près avec la région qui était indépendante de facto entre les deux guerres mondiales, et qui fut historiquement administrée par les dalaï-lamas sous la dynastie Qing. Aujourd'hui la Chine ne se réfère qu'à cette région lorsqu'elle parle du Tibet, mais le 14e dalaï-lama considère que le territoire du Tibet doit conserver les frontières sur lesquelles ont historiquement régné ses prédécesseurs, donc celles d'avant 1949.
Dans l’Encyclopædia Universalis, les universitaires Guy Mennessier, Thierry Sanjuan et Pierre Trolliet indiquent que le Qinghai est une « province détachée du Tibet ».
Les données officielles sur la période de la Grande famine (1958-1961) rapportées par le journaliste et historien chinois Yang Jisheng font état d'un taux de mortalité supérieur à 40 pour mille dans la province en 1960. Elles estiment le nombre de morts non naturelles à 102 900, pour une population d'environ 2,44 millions d'habitants. De nombreux cas de cannibalisme ont eu lieu. Les efforts de récupération de céréales prétendument cachées ont conduit à l'arrestation de 63 064 personnes entre 1958 et 1960, soit plus de 2 % de la population de cette époque.
Le mercredi 14 avril 2010, la région a subi un violent séisme dont l'épicentre était situé sur la ville-district de Yushu.
En 2010 et 2012, des lycéens ont manifesté pour la défense de la langue tibétaine dans les préfectures autonomes tibétaines du Golok, du Hainan et du Huangnan,.
Alors que des Tibétains s'immolent par le feu depuis mars 2011, 6 d'entre eux se sont immolés dans la province du Qinghai : 1 dans le Golog, 1 dans le Yushu, 1 dans le Haixi, 3 dans le Hainan,,.

## Géographie

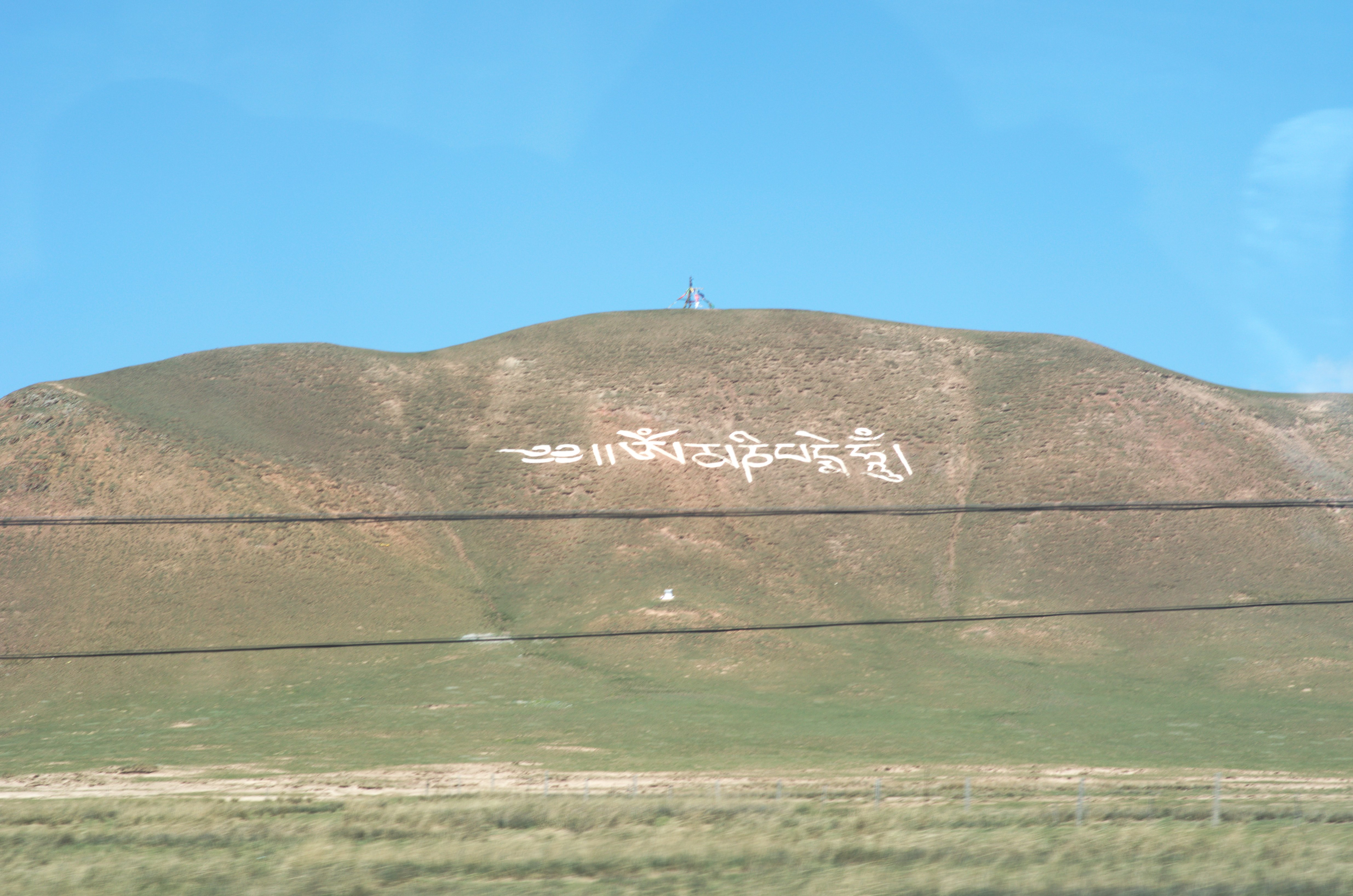
Paysage aride sur le plateau du lac Qinghai.

La province de Qinghai est une des quatre grandes aires géographiques du plateau du Tibet. Occupant la partie nord-est de celui-ci, elle comprend le Lac Qinghai, lac salé qui lui a donné son nom, de nombreux massifs montagneux et des vallées creusées par les fleuves. Du fait de la haute altitude, l'oxygène est rare et le temps très sec, la végétation y est donc également très rare.
La plus grande partie de la région est recouverte par des prairies où peuvent brouter yaks, consommés et utilisés pour faire des vêtements par les différentes ethnies tibétaines (Zang, Golok) et mongoles (Tu), ainsi que les moutons, élevés et consommés principalement par les populations musulmanes Hui et Salar.
Les principales plantes cultivées sont l'orge du Tibet et le colza. Quelques autres plantes, d'usage principalement médicinal, sont utilisées en médecine traditionnelle. Depuis peu, des serres ont été construites autour de villages situés à l'Est du Mont Riyue, permettant également des cultures maraîchères.
L'ensoleillement annuel a permis de développer l'énergie solaire, que ce soit, par exemple, par des panneaux photovoltaïques ou par des chauffe-eau solaires.
Les facteurs climatiques ne permettent pas à la région un grand développement économique, ni d'éviter des carences alimentaires à la population.
Une étude (2020) a montré dans la région des plateaux de préoccupantes émissions de méthane des zones humides, liées à la fonte des pergélisols d'altitude et contributives, de manière supplémentaire, au réchauffement climatique.

## Divisions administratives
La province du Qinghai est subdivisée en 8 sous-ensembles  :
- 2 villes-préfectures : Xining (西宁市) et Haidong (海东市)
- 6 préfectures autonomes : Préfecture autonome mongole et tibétaine de Haixi (海西蒙古族藏族自治州, à l'ouest du lac), Préfecture autonome tibétaine de Haibei (海北藏族自治州, au Nord du lac), Préfecture autonome tibétaine de Hainan (海南藏族自治州, au Sud du lac), Préfecture autonome tibétaine de Huangnan (黄南藏族自治州, au Sud du Fleuve Jaune), Préfecture autonome tibétaine de Yushu (玉树藏族自治州, l'arbre de jade), Préfecture autonome tibétaine golog (果洛藏族自治州, de la minorité tibétaine Golog).

Au niveau inférieur on trouve : 
- 5 districts
- 1 ville-district : Delingha (德令哈市).
- 1 ville vice-préfecture : Golmud (格尔木市).
- 29 xians
- 7 xians autonomes.

| Subdivisions administratives du Qinghai | Subdivisions administratives du Qinghai | Subdivisions administratives du Qinghai | Subdivisions administratives du Qinghai              | Subdivisions administratives du Qinghai | Subdivisions administratives du Qinghai | Subdivisions administratives du Qinghai | Subdivisions administratives du Qinghai | Subdivisions administratives du Qinghai | Subdivisions administratives du Qinghai |              |
| --------------------------------------- | --------------------------------------- | --------------------------------------- | ---------------------------------------------------- | --------------------------------------- | --------------------------------------- | --------------------------------------- | --------------------------------------- | --------------------------------------- | --------------------------------------- | ------------ |
| District Xian                           |                                         |                                         |                                                      |                                         |                                         |                                         |                                         |                                         |                                         |              |
| No.                                     | Code subdivision                        | Préfecture                              | chinois Hanyu Pinyin                                 | Superficie en km2                       | Population 2010                         | Siège                                   | Subdivisions                            | Subdivisions                            | Subdivisions                            | Subdivisions |
| No.                                     | Code subdivision                        | Préfecture                              | chinois Hanyu Pinyin                                 | Superficie en km2                       | Population 2010                         | Siège                                   | Districts                               | Xians                                   | Xians autonomes                         |              |
| — Ville-préfecture —                    |                                         |                                         |                                                      |                                         |                                         |                                         |                                         |                                         |                                         |              |
| 3                                       | 630100                                  | Xining                                  | 西宁市 Xīníng Shì                                    | 7 424 km²                               | 2 208 708                               | District de Chengzhong                  | 5                                       | 1                                       | 1                                       |              |
| 4                                       | 630200                                  | Haidong                                 | 海东市 Hǎidōng Shì                                   | 13 044 km²                              | 1 396 846                               | District de Ledu                        | 2                                       |                                         | 4                                       |              |
| — Préfectures autonomes —               |                                         |                                         |                                                      |                                         |                                         |                                         |                                         |                                         |                                         |              |
| 1                                       | 632800                                  | Haixi                                   | 海西蒙古族藏族自治州 Hǎixī Měnggǔzú Zàngzú Zìzhìzhōu | 300 854 km²                             | 489 338                                 | ville de Delingha                       |                                         | 3                                       |                                         |              |
| 2                                       | 632200                                  | Haibei                                  | 海北藏族自治州 Hǎiběi Zàngzú Zìzhìzhōu               | 33 350 km²                              | 273 304                                 | xian de Haiyan                          |                                         | 3                                       | 1                                       |              |
| 5                                       | 632500                                  | Hainan                                  | 海南藏族自治州 Hǎinán Zàngzú Zìzhìzhōu               | 43 377 km²                              | 441 689                                 | xian de Gonghe                          |                                         | 5                                       |                                         |              |
| 6                                       | 632300                                  | Huangnan                                | 黄南藏族自治州 Huángnán Zàngzú Zìzhìzhōu             | 17 909 km²                              | 256 716                                 | xian de Tongren                         |                                         | 3                                       | 1                                       |              |
| 7                                       | 632700                                  | Yushu                                   | 玉树藏族自治州 Yùshù Zàngzú Zìzhìzhōu                | 197 954 km²                             | 378 439                                 | ville de Yushu                          |                                         | 5                                       |                                         |              |
| 8                                       | 632600                                  | Golog                                   | 果洛藏族自治州 Guǒluò Zàngzú Zìzhìzhōu               | 76 442 km²                              | 181 682                                 | xian de Maqên                           |                                         | 6                                       |                                         |              |
| — Province de Quinghai —                |                                         |                                         |                                                      |                                         |                                         |                                         |                                         |                                         |                                         |              |
|                                         | 630000                                  | Ensemble de la province de Quinghai     | Ensemble de la province de Quinghai                  | 720 000 km²                             | 5 626 723                               | ville de Xining                         | 7                                       | 26                                      | 7                                       |              |

## Économie
La province affiche en 2012 un PNB de 188,45 milliards de RMB, soit 24.115 RMB par habitant.

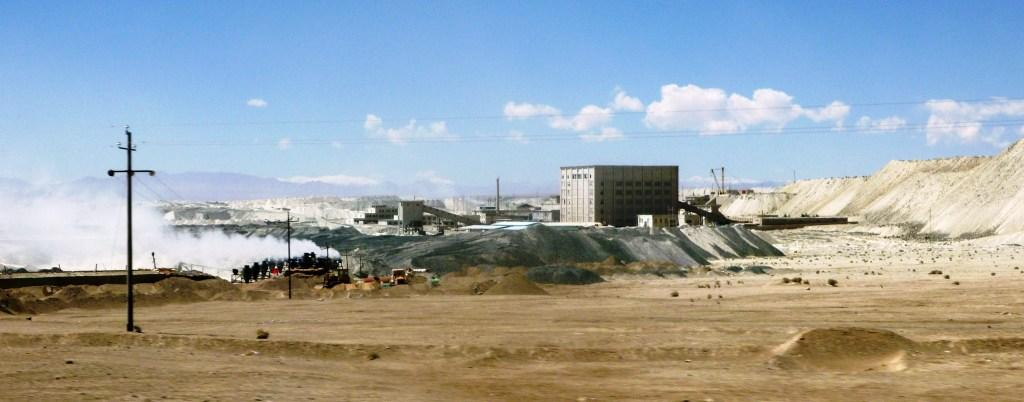
Mine dans le désert du Tsaidam, préfecture autonome mongole et tibétaine de Haixi.

Les principaux piliers de l'économie du Qinghai sont le secteur minier, l'industrie pétrochimique avec la production de potasse, l'élevage et le tourisme. L'exploitation des richesses minières, qui incluent la kaïnite, l'amiante, le silicium et le bore, s'est considérablement accrue. L'élevage concerne principalement les chevaux destinés à l'armée chinoise, les moutons et les yacks. L'industrie hydroélectrique contribue également de manière importante à l'économie du Qinghai

## Démographie

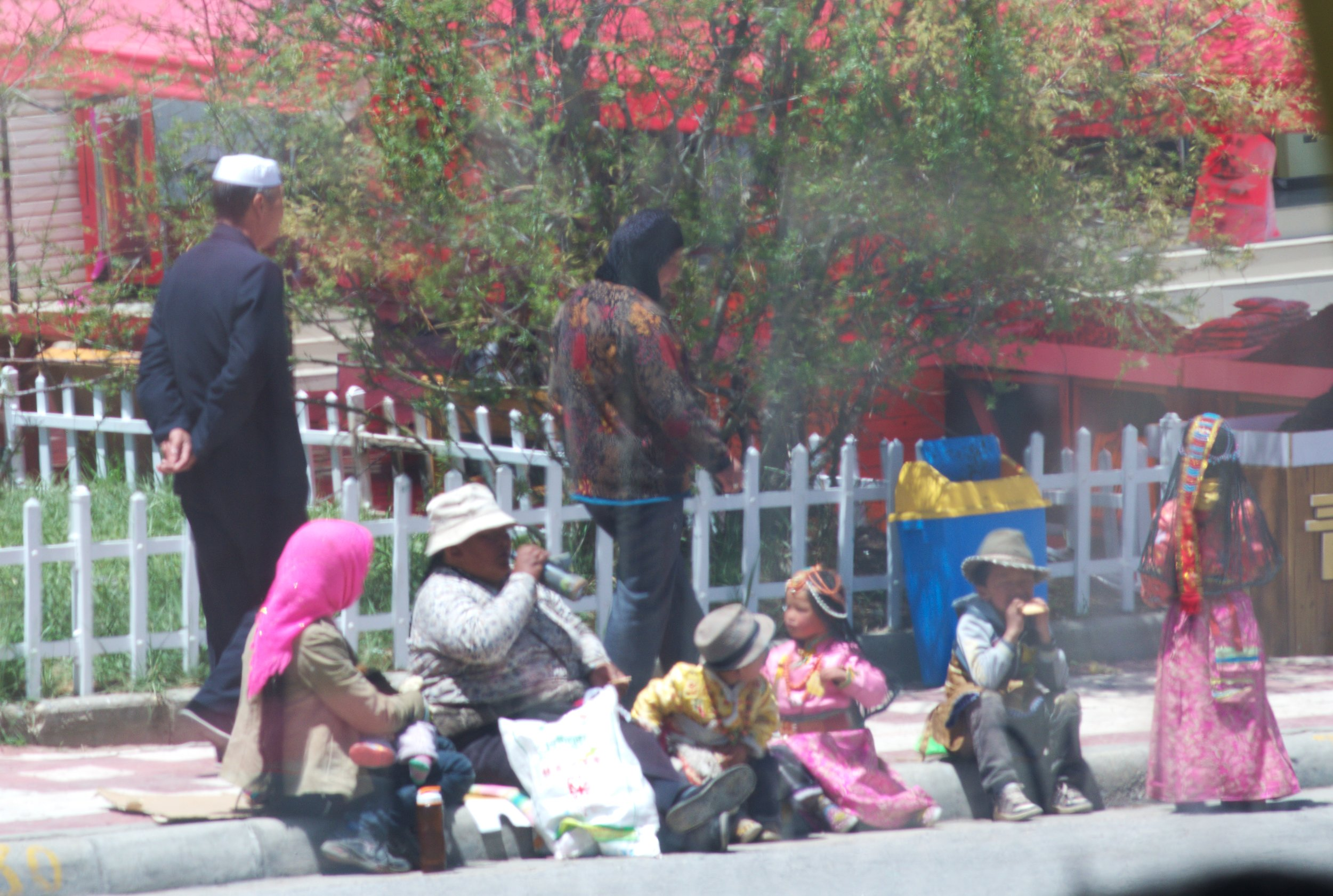
Tibétains et couple Hui au bord du lac Qinghai, image de la diversité des populations de la province.

La préfecture la plus peuplée est Haidong, située dans la partie est de la province.
Le recensement 2010 donne la répartition suivante :
| Tranche d'âge | Population | Pourcentage | par rapport à 2000 |
| ------------- | ---------- | ----------- | ------------------ |
| 0-14          | 1 177 107  | 20,92 %     | -5,7 %             |
| 15-64         | 4 094 933  | 72,78 %     | +3,73 %            |
| 65-           | 354 682    | 6,30 %      | +1,97 %            |

En 2012, la densité est de 7 habitants par km2.

### Par peuplade
Il y a 5 626 722 (5,6 millions) d'habitants dans la province, dont 2 983 516 (2,9 millions, 53,02 %) personnes issues de l'ethnie Han et 2 643 206 (2,6 millions, 46,98 %) personnes issues des minorités.
Il est à noter que :
- parmi les minorités tibétaines, certaines, comme les ngolok, sont comptabilisées dans les Zang (terme généralement traduit par Tibétain); d'autres minorités tibétaines, comme les Qiang, les Lisu, sont comptabilisées comme minorité différente et peuvent donc se retrouver ici dans la catégorie « Autres ».
- Dans le groupe Mongol sont comptabilisées plus d'une dizaine de minorités différentes d'origine mongole et, de la même façon, la population Yugur du Qinghai ayant des origines mongoles est comptabilisée comme minorité différente et sera donc classée ici dans « Autres ».

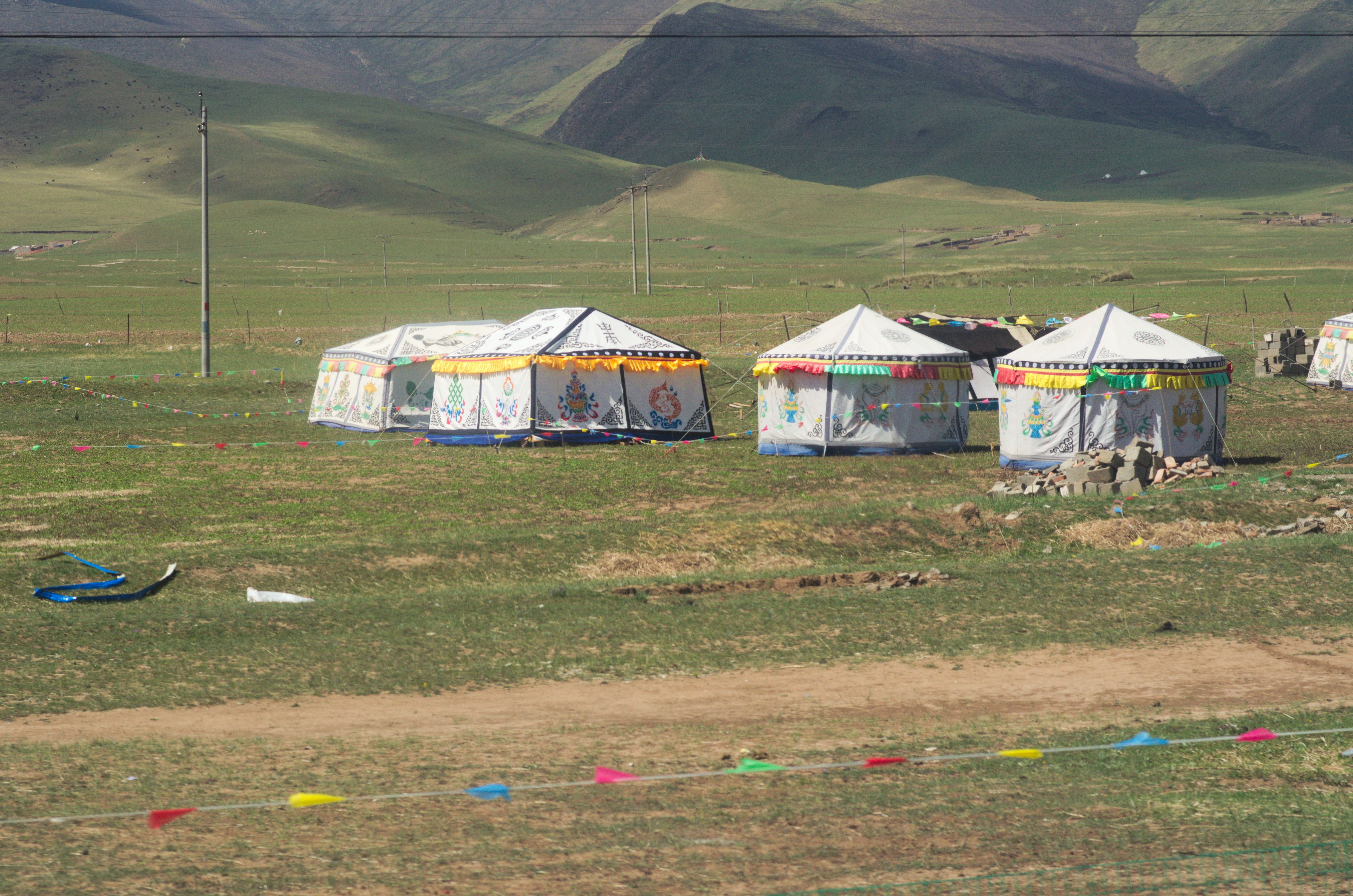
Tentes de structure contemporaine au bord du lac Qinghai.

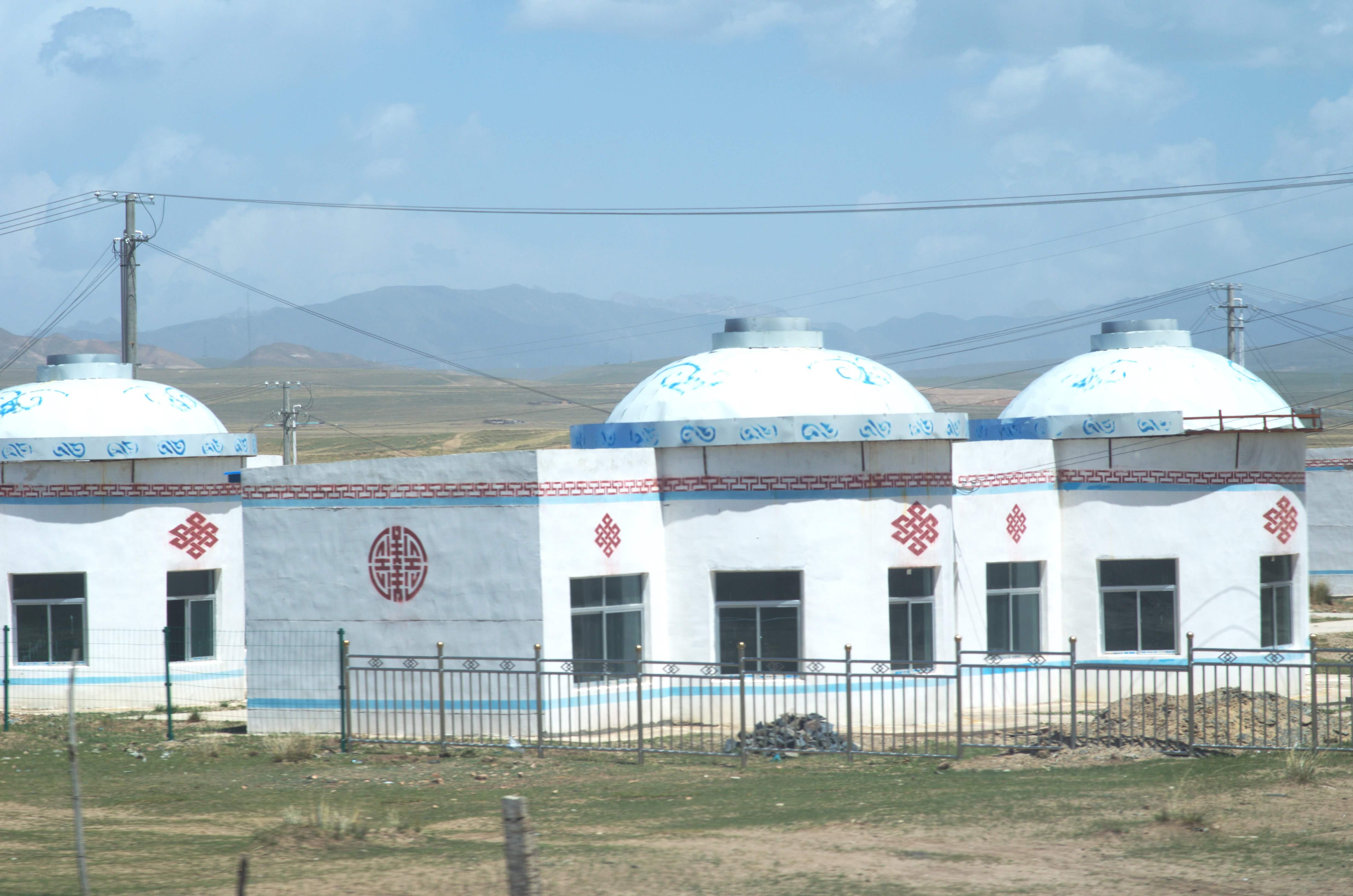
Yourtes mongoles en dur.

| Nom du peuple | Population | Pourcentage |
| ------------- | ---------- | ----------- |
| Han           | 2 983 516  | 53,02 %     |
| Tibétains     | 1 375 062  | 24,44 %     |
| Hui           | 834 298    | 14,83 %     |
| Tu            | 204 413    | 3,63 %      |
| Salar         | 107 089    | 1,90 %      |
| Mongol        | 99 815     | 1,77 %      |
| Autres        | 22 529     | 0,40 %      |
| Total         | 5 626 722  | 100 %       |

### Villes
À part Xining, sa capitale, dont la population urbaine est de 1,2 million d'habitants en 2010, le Qinghai est très peu peuplé et peu urbanisé : la population agricole étant importante dans cette province. Au recensement du 1er novembre 2000, il ne comptait que deux autres villes dont la population urbaine dépassait 50 000 habitants. Ce recensement donne les populations urbaines pour les villes de Xining, Golmud et Delingha et les populations urbaines de leurs districts pour les autres villes.
| Ville                  | 1/7/1990 | 1/11/2000 |
| ---------------------- | -------- | --------- |
| Xining                 | 592 115  | 854 466   |
| Golmud (Ge'ermu)       | 38 114   | 114 330   |
| Delingha               | 26 993   | 54 622    |
| District de Ping'an    | 22 139   | 37 415    |
| District de Huangzhong | 29 418   | 36 593    |
| District de Gonghe     | 52 762   | 34 091    |
| District de Huangyuan  | 22 280   | 31 042    |
| District de Ledu       | 16 788   | 29 280    |
| District de Yushu      | 13 091   | 25 960    |

## Santé
En raison du faible taux d'oxygène (hypoxie), réduit des deux tiers, dans les zones à plus de 3 000 mètres d'altitude, il est généralement conseillé de monter graduellement sur le plateau Tibétain, de ne pas consommer d'alcool avant la montée, et il est déconseillé d'y aller en cas de rhume.
Dans une analyse du profil nutritionnel de la Chine au milieu des années 1990 publiée le 19 avril 1999, l'organisation des Nations unies pour l'alimentation et l'agriculture, plus connue sous le sigle FAO, signalait l'existence de carences nutritionnelles importantes au Qinghai, province comportant des zones de peuplement tibétain. Il était indiqué un lien entre le retard de croissance et l'insuffisance pondérale. Au regard de la classification de l'Organisation mondiale de la santé, la prévalence du retard de croissance des enfants était supérieure à 40 %, faisant de la province du Qinghai l'une des plus affectées en Chine.
La mortalité infantile moyenne en Chine était de 20,6 ‰, et variait de 8,2 à 49,5 ‰ dans les différentes provinces, le Qinghai étant l’une des plus affectées. En 1996, le taux de mortalité des enfants de moins de 5 ans était de 47 ‰ et le Tibet était une des régions les plus affectées.
Les problèmes cardiaques congénitaux chez les enfants de 4 à 18 ans sont également importants dans cette région et participent à une mortalité infantile plus élevée,.
La faible concentration d'oxygène en altitude et la faible végétation due au climat peuvent participer à ces phénomènes.
Une étude publiée en 2004 sur les enfants Han nés au Qinghai suggère que s'ajoute à l'hypoxie de l'altitude, induisant une plus grande cage thoracique et davantage d'hémoglobine, l’existence d’une faiblesse nutritionnelle en rapport avec la situation économique de la région,.

## Énergie

### Énergies fossiles

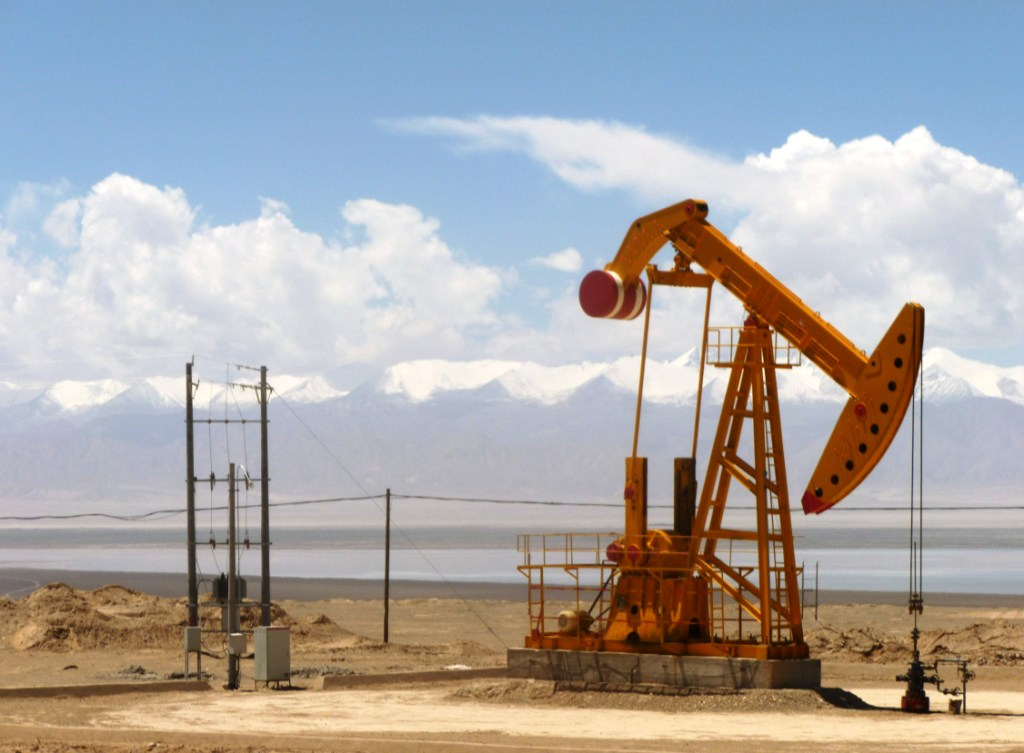
Puits pétrolier dans le bassin du Tsaidam.

Le Qinghai possède les plus hauts champs pétrolifères et gaziers du monde, situés sur le plateau tibétain, et comptent parmi les premiers champs pétrolifères présents en Chine. Les réserves dépassent les 4 milliards de tonnes de pétrole et 1000 milliards de mètres cubes de gaz,. Les infrastructures d'exploitation y sont toutefois considérées comme étant insuffisantes, et ces ressources ne contribuent plus qu'accessoirement à l'économie

### Hydro-électricité
La province compte 178 centrales hydroélectriques avec une capacité installée de 21.66 millions de kW et une production annuelle de 77 billions de kWh. En 2013, les centrales hydroélectriques de grande taille comptent pour 68,9 % de la production électrique

### Solaire

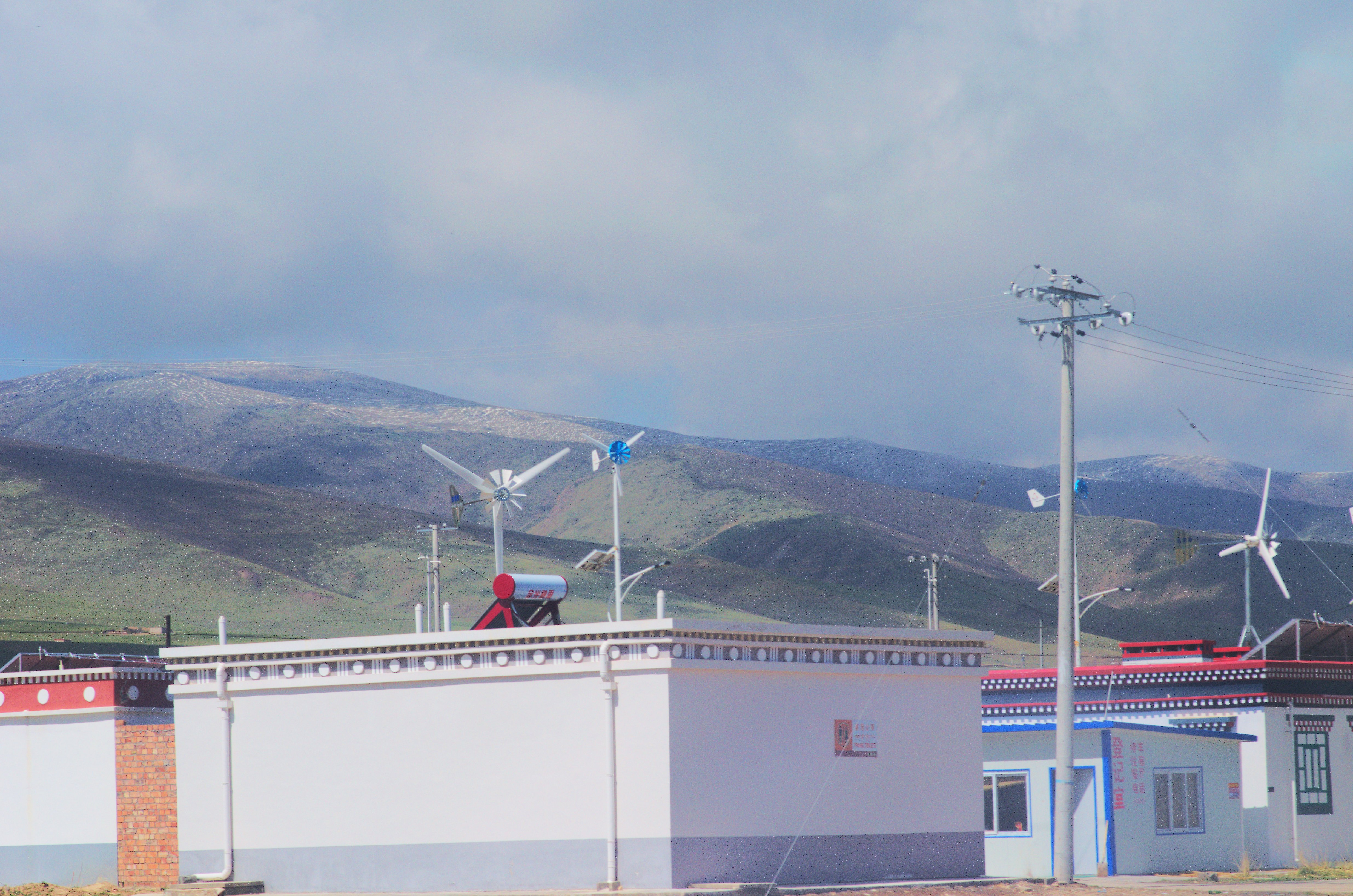
Poteau électrique, Panneaux solaires photovoltaïques, éoliennes et chauffe-eau solaires thermiques dans le village de, entre le lac Qinghai et Xining.

Entre 2006 et 2013, la province a reçu des investissements de l'ordre de 11 milliards de $ dans les énergies propres, 98 % de ces investissements étant dirigés dans le photovoltaïque. À fin 2011, la capacité photovoltaïque connectée au réseau était de 1.01 million de kW, et comptait pour 47,2 % de la capacité photovoltaïque totale installée en Chine. Le plan quinquennal 2011-2015 prévoit des investissements massifs pour augmenter la capacité installée.
On y trouve les plus grandes centrales solaires photovoltaïques de Chine avec :
- le Parc solaire de Golmud de Huanghe Hydropower (200 MW) ;
- le Parc solaire Qinqhai-Golmud (20 MW).

### Éolien
L'énergie éolienne est également utilisé à l'échelle locale, grâce à des éoliennes d'une dizaine de mètres placées dans certains villages.

## Nucléaire militaire

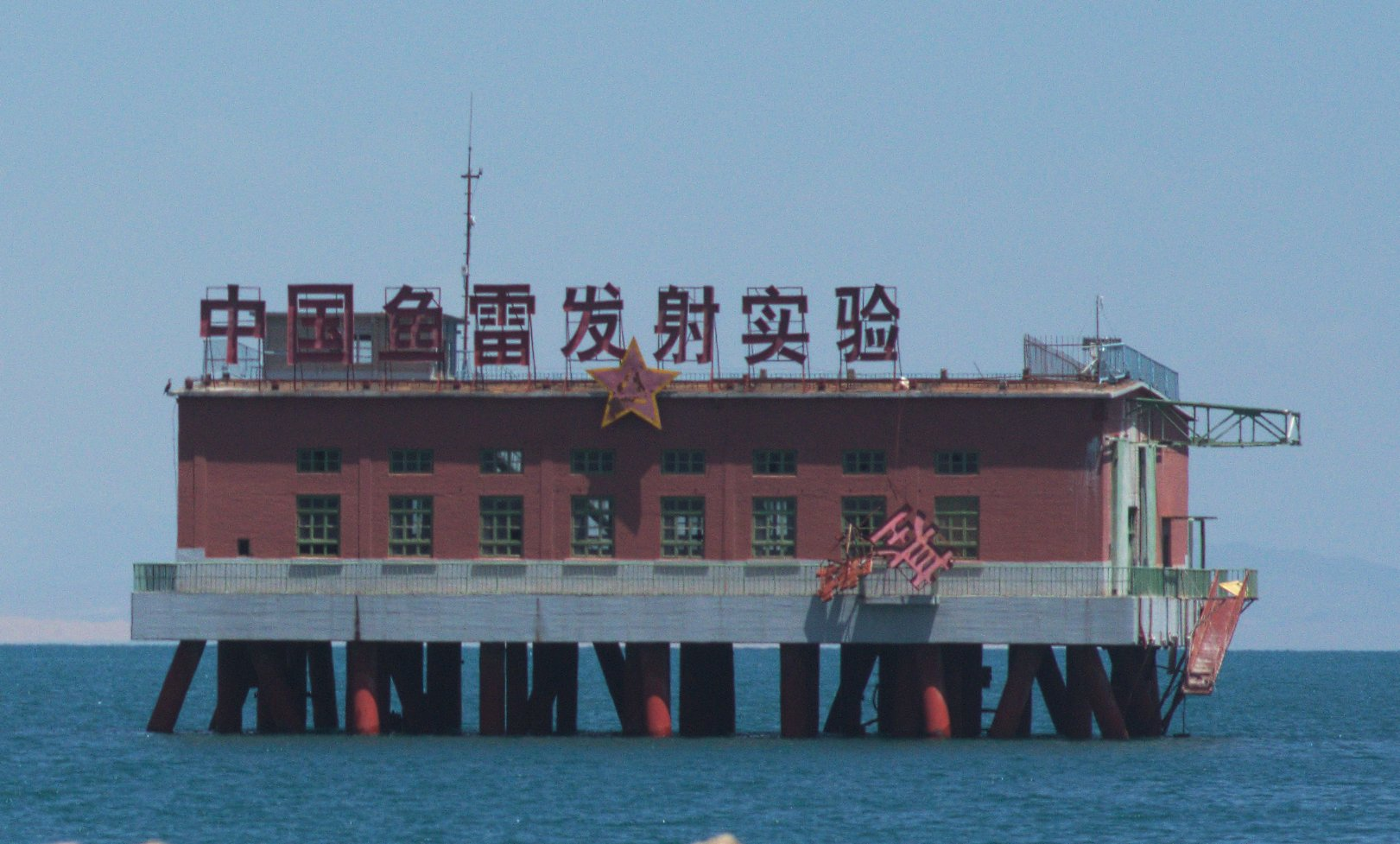
中国鱼雷发射实验 – Site de lancement de la torpille du premier essai nucléaire chinois.

Le village nucléaire (chinois : 原子城 ; pinyin : Yuanzi cheng) était le principal centre de recherche sur les armements nucléaires. C'est là, entre 1958 et 1964, que furent mises au point la première bombe atomique et, deux ans plus tard, la première bombe à hydrogène, lesquelles furent testées sur le site de Lop Nor au Xinjiang. Le centre a été fermé en 1987 et abrite depuis 1993 un musée sur l'arme nucléaire chinoise et son histoire, accessible au public.
Dans le document intitulé Le Tibet, cent questions et réponses publié en 1988 et dans sa version de 2001, la Chine indique qu'elle n'a jamais déployé d'armes nucléaires ni stocké de déchets nucléaires dans la région autonome du Tibet ou Xizang, ce que reconnaît Thierry Dodin, un des auteurs de Authenticating Tibet.
Selon International Campaign for Tibet, au moins trois bases de missiles nucléaires se trouvaient au Tibet en 1993. Faisant état de ce rapport, le New York Times signale qu'il est impossible de confirmer de façon indépendante certaines de ses affirmations.
Des bases de missiles nucléaires stratégiques DF-4 seraient installées depuis les années 1980 près de Delingha, chef-lieu de la préfecture autonome mongole et tibétaine de Haixi, de Da Qaidam et de Xiao Qaidam dans le bassin de Qaidam,,,,
Selon le gouvernement tibétain en exil citant Tashi Chutter, à Drotsang à proximité de Kokonor, une usine de missiles navals a été construite en 1986 et largement développée en 1995. Les essais s'effectuaient dans le lac Kokonor.

## Culture
Les arts Regong, nés dans la préfecture autonome tibétaine de Huangnan, ont été inscrits en 2009 sur la liste représentative du patrimoine culturel immatériel de l’humanité.

### À voir
- Le monastère de Kumbum ou Kumbum Jampa Ling (tibétain: sku 'bum byams pa gling, en chinois, Ta'er Si 塔尔寺, tǎ'ěr sì), grand monastère de l'école Gelugpa du bouddhisme tibétain.
- Mèngdá Tian Chi, lac sur une montagne dans une réserve naturelle sur les bords du fleuve Jaune (黄河, huáng hé).
- Le lac Qinghai, ou lac Bleu, également connu sous le nom mongol de Kokonor, qui a donné son nom à la province (青海湖, qīnghǎi hú), le plus grand lac salé de Chine.
- Le Village nucléaire de Yuanzi cheng.

## Transports

### Liaison ferroviaire avec Lhassa
Une liaison ferroviaire entre Lhassa et Golmud a été ouverte en juillet 2006. Les voitures sont pressurisées et très résistantes de façon à supporter les vents de sable, la foudre, les rayons ultraviolets, etc.

### Métro
Le métro de Xining est en construction, il comprendra 3 lignes et 92,5 km de longueur.

## Éducation
Le niveau moyen d'éducation est faible comparé au reste de la Chine. Si des moyens de transport ont été mis en place afin d'acheminer les écoliers habitants des villages dépourvus d'école vers des centres en étant dotés, l'accès à l'enseignement supérieur reste difficile. Depuis 2003, un plan gouvernemental tente d'imposer le chinois comme langue écrite et parlée, et bien que l'éducation soit bilingue en tibétain et chinois, il est fait état de nombreuses réticences à enseigner en langue tibétaine.

## Personnalités célèbres
Le 14e dalaï-lama est né en 1935 dans le Qinghai, au village de Qijiachuan (nom chinois) ou Taktser (nom tibétain), entre Xining et le monastère de Labrang.